# Hosszúerdő-hegyi-barlang
A Hosszúerdő-hegyi-barlang a Duna–Ipoly Nemzeti Parkban lévő Budai-hegységben található egyik barlang volt, de megsemmisült.

## Leírás
Remeteszőlős külterületén, a Hosszúerdő-hegyen helyezkedett el a hévizes eredetű, kb. 10 m mély aknabarlang. Bejárata a hegy DK-i nyúlványán fekvő kőfejtő talpszintjén, sziklafal tövében volt.
1984-ben volt először Hosszúerdő-hegyi-barlangnak nevezve a barlang az irodalmában. Előfordul a barlang az irodalmában Erdőhegyi sziklaüreg (Kadić 1952), Hosszuerdő-hegyi-barlang (Bertalan, Schőnviszky 1973–1974), Hosszúerdőhegyi-barlang (Bertalan 1976), Hosszúerdőhegyi barlang (Bertalan 1943) és Hosszúerdőhegyi-kőfülke (Marosi 1959) neveken is.

## Kutatástörténet
A Turisták Lapja 1943. évi évfolyamában az olvasható, hogy a Hosszúerdő-hegy DK-i nyúlványán, Nagykovácsi szélén, Albis István kőfejtőjében egy kürtőszerű üreget nyitottak meg a tavalyi robbantások. A szakemberek nem értesültek erről, emiatt a veszélyesnek látszó nyílás kőtörmelékkel be lett temetve, és az egész eset majdnem, gyorsan el lett felejtve. A BETE Barlangkutató Szakosztálya azonban tudomást szerzett (a Remete-hegyen lévő barlangok kutatása közben) a betömött barlangbejárat létezéséről, és azonnal elkezdte járhatóvá tenni az üreget. A 3 m mélységig eltömött, kb. 1,5 m széles, meredeken levezető kürtő Albert Béla és Glöckner Károly munkájának eredményeként még aznap (1943. február 21-én) feltárult, és abban sikerült kb. 10 m mélyre lejutni. Dús rózsacseppkő-bevonat borítja a falakat a barlang kissé kitáguló alsó részén. Itt megint kőtörmelék állja el a továbbvezető utat, de a kürtő öblös kimosási formái, illetve a kürtőben érzékelhető légmozgás miatt arra lehet következtetni, hogy a barlangnak hosszú folytatása van.
Az 1943. évi Barlangvilágban szó van arról, hogy a Budapesti Egyetemi Turista Egyesület Barlangkutató Szakosztálya 1943. március 5-én tartott bizottsági ülésén az elnök (Bertalan Károly) jelentette, hogy a Nagykovácsi szélén lévő Hosszúerdő-hegyen, Albis István kőfejtőjében 1943. február 21-én talált egy eltömött barlangbejáratot. A bejáratot Albert Béla és Glöckner Károly (egyesületi tagok) segítségével még aznap sikerült járhatóvá tenni. A barlangban majdnem 10 m mélységig tudtak leereszkedni. Bertalan Károly kérte a szakosztály tagjait, hogy vegyenek részt a barlang feltáró kutatásában. A szakosztály 1943. május 19-én tartott bizottsági ülésén Szenes János jelentette, hogy elkészítette a Hosszúerdőhegyi barlang térképét. A barlang felmérése alapján a barlang 10,3 m mély.
A Kadić Ottokár által írt, 1952-ben befejezett kéziratban meg van ismételve a Turisták Lapja 1943. évi évfolyamában publikált barlangismertetés, a kéziratban azonban Erdőhegyi sziklaüreg a barlang neve. Az 1959-ben napvilágot látott, Budapest természeti földrajza című könyvben szó van arról, hogy a könyvben ismertetett, Budán lévő fontosabb és érdekesebb barlangokon kívül van még néhány tucat, kicsi, jelentéktelen üreg a Budai-hegységben. Ezek közül valószínűleg hévizes eredetű a János-hegyi-átjáró, az óbudai Kecske-hegy és Felső-Kecske-hegy, illetve a Mátyás-hegy nagy kőfejtőjének üregei, a Csiki-hegyekben (Odvas-hegy, Kecske-hegy) fekvő kisebb üregek, az Apáthy-szikla és a máriaremetei kőfejtő üregei, továbbá a Hosszúerdőhegyi-kőfülke. Ezeknek némelyike részben mesterséges eredetű.
Az 1973-ban napvilágot látott Budapest lexikonban külön címszóban van ismertetve a barlang. A kiadványban meg van említve, hogy a Hosszúerdőhegyi-kőfülke bejárata a Hosszúerdő-hegy ÉNy-i peremén, a Remete-szurdok Ny-i végénél, a völgytalptól 30–40 m-rel magasabban lévő kőfejtőben volt. Az 1960-as években, kőbányászat során teljesen lefejtették a 10–15 m mély, majdnem függőleges, hévizes kialakulású üreget. A Bertalan Károly által írt, 1976-ban befejezett kézirat szerint a Hosszúerdőhegyi-barlang (Hosszúerdőhegyi-kőfülke) a Budai-hegyekben lévő Hosszúerdő-hegyen, Budapest II. kerületében található. A barlang bejárata a Hosszúerdő-hegy (373 m) DK-i nyúlványán fekvő kőfejtő talpszintjén, sziklafal tövében van. Jelenleg el van tömődve kürtőszerű bejárata. A barlang egy hévizes eredetű kürtő, amely kb. 10 m mély. Elképzelhető, hogy egy nagy barlangrendszer része. A kézirat barlangot ismertető része 1 publikáció alapján lett írva.
A Bertalan Károly és Schőnviszky László által összeállított, 1976-ban kiadott Magyar barlangtani bibliográfia barlangnévmutatójában meg van említve a Budai-hegységben lévő barlang Hosszuerdő-hegyi-barlang (Nagykovácsi) néven. A barlangnévmutatóban fel van sorolva 4 irodalmi mű, amelyek foglalkoznak a barlanggal. Az 1984-ben megjelent, Magyarország barlangjai című könyv országos barlanglistájában szerepel a Budai-hegységben lévő egyik barlang Hosszúerdő-hegyi-barlang (Hosszúerdőhegyi-kőfülke) néven. A listához kapcsolódóan látható a Dunazug-hegység barlangjainak földrajzi elhelyezkedését bemutató 1:500 000-es méretarányú térképen a barlang földrajzi elhelyezkedése.

## További irodalom
- Tamaskó Béla: A BETE 1943. évi működése. A Budapesti Egyetemi Turista Egyesület beszámolója az 1943. évi működéséről. Budapest, BETE, 1944. 3–34. old.